# San Diego State University

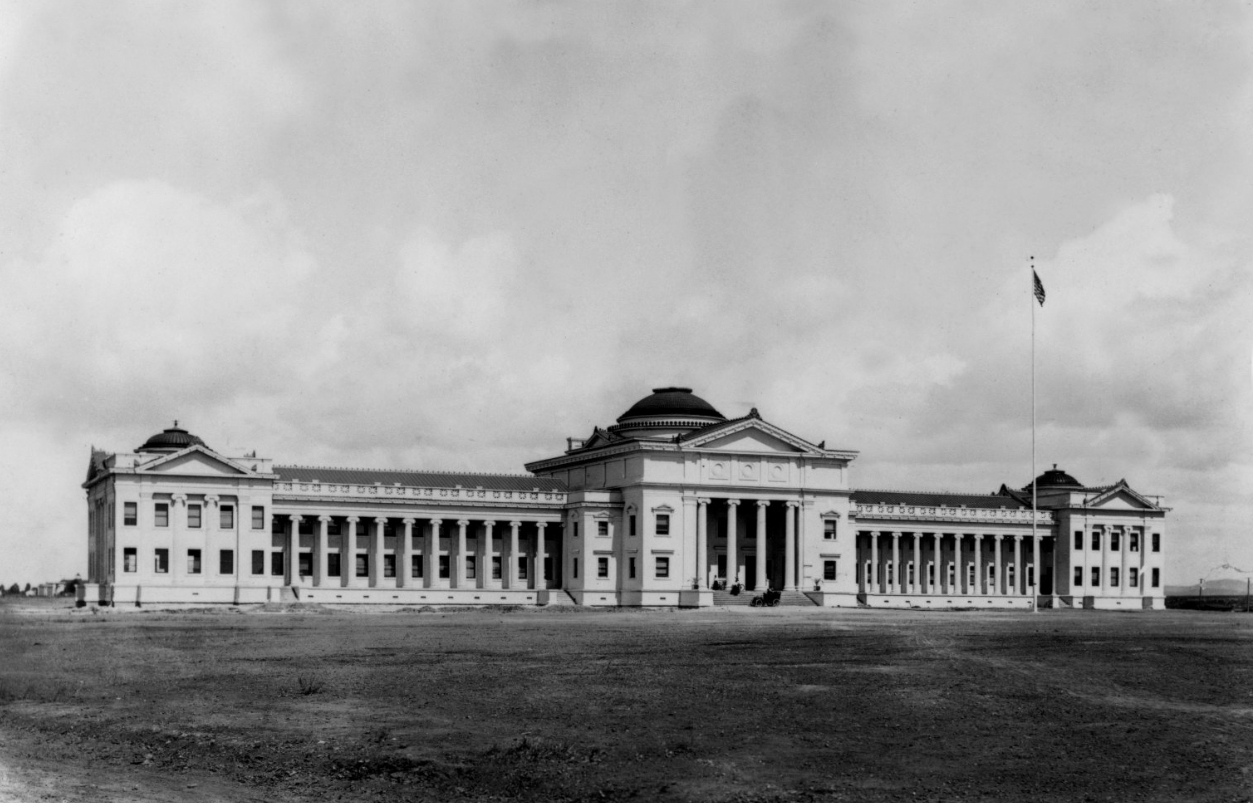
De San Diego Normal School in 1904

De San Diego State University (SDSU) is een Amerikaanse openbare universiteit in de Californische stad San Diego. Het is de derde oudste campus van de California State University, een netwerk van 23 onderwijsuniversiteiten, en een van de oudste universiteiten van Californië. Het is bovendien het grootste en oudste instituut voor hoger onderwijs in de agglomeratie van San Diego, die grofweg overeenkomt met San Diego County.
Als enige CSU-campus wordt de San Diego State University door de invloedrijke Carnegie Foundation als een "onderzoeksuniversiteit met een hoge onderzoeksactiviteit" bestempeld. Daarmee staat SDSU in de top 200 van Amerikaanse onderzoeksuniversiteiten. Bovendien is SDSU volgens de Faculty Scholarly Productivity Index (FSP-index) de beste kleine onderzoeksuniversiteit in de Verenigde Staten voor de periode 2005-2010.

## Geschiedenis
Op 13 maart 1897 werd de San Diego Normal School opgericht als een school voor toekomstige vrouwelijke leerkrachten. In 1923 werd de school omgevormd tot de San Diego State Teachers College, een openbare school die programma's van vier jaar aanbood. In het jaar 1935 werd de school het San Diego State College. De school werd in 1960 opgenomen in het California College System, nu de California State University geheten. In 1970 kreeg de universiteit haar huidige naam.

## Alumni
Enkele bekende alumni van San Diego State University zijn:
- Marcelo Balboa, profvoetballer
- John Baldessari, conceptueel kunstenaar
- Greg Bear, sciencefictionschrijver
- Russell Carpenter, cinematograaf
- Sid Fleischman, kinderboekenschrijver
- Brion James, acteur
- Julie Kavner, actrice en stemactrice
- Kawhi Leonard, basketballer
- Kathy Najimy, actrice
- Ellen Ochoa, astronaut en ingenieur
- Gregory Peck, acteur
- Arnie Robinson, verspringer
- J. Michael Straczynski, scenarioschrijver en producent
- Stephen Strasburg, honkbalspeler
- Joan D. Vinge, sciencefictionschrijfster
- Carl Weathers, sportman en acteur
- Raquel Welch, actrice